# Rotem Kowner

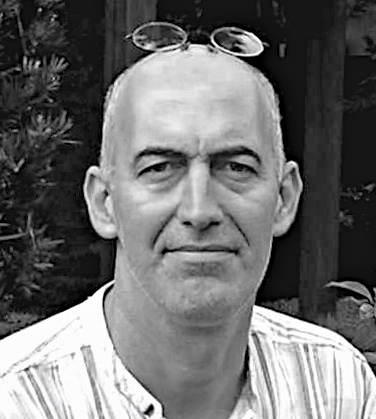
Rotem Kowner (2004)

Rotem Kowner (hebräisch רותם קובנר; * 11. Juli 1960 in Mikhmoret) ist ein israelischer Historiker und Psychologe, der sich auf die Geschichte Japans während der Meiji-Zeit und des Russisch-Japanischen Krieges spezialisiert hat. Er ist Professor an der Universität Haifa im Bereich Asiatische Studien.

## Leben
Rotem Kowner wurde am 11. Juli 1960 im Kibbutz Mikhmoret geboren und verbrachte dort seine ersten Jahre. Seine Familie siedelte nach Haifa um, wo er aufwuchs und zur Schule ging. Danach ging er zur Israelischen Marine und diente auf einem Flugkörperschnellboot.
Nach erfolgreichem Abschluss in Ostasiatischen Studien und Psychologie an der Hebräischen Universität Jerusalem erhielt er ein Stipendium vom Japanischen Ministerium für Bildung und studierte sechs Jahre in Japan. Nachdem er seinen Ph.D. an der Universität Tsukuba erhalten hatte, führte er seine Studien am Center for East Asian Studies an der Stanford-Universität und an der Hebräischen Universität Jerusalem weiter. 1998 begann er, an der Universität Haifa als Senior Lecturer zu unterrichten und wurde 2004 zum Associate Professor ernannt.
2004 wirkte Kowner als Co-Organisator der internationalen Konferenz The Russo-Japanese War and the 20th Century: An Assessment from a Centennial Perspective (deutsch: Der Russisch-Japanische Krieg und das 20. Jahrhundert: Einblicke 100 Jahre danach), die in Israel stattfand. Er veröffentlichte mehrere Bücher und Artikel über diese Themen.
2013 erhielt Kowner eine Professur. Er ist Gastprofessor an der Waseda-Universität in Tokio und an der Universität Genf. Kowner ist Mitglied mehrerer internationaler Journale. Derzeit ist er Leiter des Liberal Arts Program der Universität Haifa und Mitglied des Universitätssenats, des Board of Governors und des Executive Committees.
Kowner ist verheiratet und hat drei Töchter und einen Sohn.

## Werke (Auswahl)
- On ignorance, respect, and suspicion : current Japanese attitudes towards Jews. Hebrew University of Jerusalem, Vidal Sassoon International Center for the Study of Antisemitism, 1997.
- The Forgotten War between Russia and Japan – and its heritage. 2005.
- Historical Dictionary of the Russo-Japanese War. Scarecrow Press, 2006, ISBN 0-8108-4927-5.
- The Impact of the Russo-Japanese War. Routledge, UK 2007, ISBN 978-0-415-36824-7.
- Rethinking the Russo-Japanese War 1904/05. Brill/Global Oriental, 2007, ISBN 978-1-905246-03-8.
- Globally Speaking: Motives for Adopting English Vocabulary in Other Languages (Multilingual Matters). Multilingual Matters, 2008, ISBN 978-1-84769-051-7.
- The A to Z of the Russo-Japanese War. Scarecrow Press, 2009, ISBN 978-0-8108-6841-0.
- Race and Racism in Modern East Asia: Western and Eastern Constructions. Brill, 2012, ISBN 978-90-04-23729-2.
- From White to Yellow: The Japanese in European Racial Thought, 1300–1735 (Mcgill-Queen's Studies in the History of Religion). Mcgill Queens Univ. Press, 2014, ISBN 978-0-7735-4455-0.

## Artikel (Auswahl)
- Nicholas II and the Japanese Body: Images and Decision Making on the Eve of the Russo-Japanese War. In: Psychohistory Review. 1998.
- Lighter than yellow, but not enough: Western discourse on the Japanese ‘race’, 1854–1904. In: The Historical Journal. 43, 2000, S. 103–131.[4]
- Japan's Enlighteded War: Military Conduct and Attitudes to the Enemy during the Russo-Japanese War. In: Bert Edström: The Japanese and Europe: Images and Perceptions. 2000, ISBN 1-873410-86-7, S. 134–151.
- Becoming an Honorary Civilized Nation: The Russo-Japanese War and Western Perceptions of Japan. In: Historian. 2001.
- The skin as a metaphor: Early European racial perspectives on Japan, 1548–1853. In: Ethnohistory. 51, 2004, S. 751–778.[5]
- An Obscure History – Jews in Indonesia. In: Inside Indonesia. 2011.